# Șciokiv, Volodîmîreț
Șciokiv (în ucraineană Щоків) este un sat în comuna Sopaciv din raionul Volodîmîreț, regiunea Rivne, Ucraina.

## Demografie
Componența lingvistică a localității Șciokiv
     Ucraineană (99,22%)
     Alte limbi (0,78%)
Conform recensământului din 2001, majoritatea populației localității Șciokiv era vorbitoare de ucraineană (99,22%), existând în minoritate și vorbitori de alte limbi.